# Arjun Bijlani
Arjun Bijlani (sinh ngày 31 tháng 10 năm 1982) là một nam diễn viên truyền hình và điện ảnh người Ấn Độ. Anh chủ yếu hoạt động trong các chương trình truyền hình và thực tế tiếng Hindi. Anh là một trong những diễn viên truyền hình Ấn Độ được yêu thích nhất. Năm 2021, anh trở thành người chiến thắng trong chương trình truyền hình thực tế Fear Factor: Khatron Ke Khiladi 11.
Arjun xuất hiện lần đầu trên truyền hình với tác phẩm Kartika của Ekta Kapoor trên Hungama TV. Sau đó, anh đã xuất hiện trong nhiều chương trình nổi tiếng khác như Left Right Left, Miley Jab Hum Tum, Meri Aashiqui Tum Se Hi, Naagin, Kavach, Pardes Mein Hai Mera Dil và Ishq Mein Marjawan. Arjun đã tham gia Jhalak Dikhhla Jaa 9 và dẫn chương trình đầu tiên Dance Deewane 1, Dance Deewane 2. Bộ phim Bollywood đầu tiên của Arjun là Direct Ishq được phát hành vào năm 2016 và ra mắt thế giới kỹ thuật số vào năm 2020 với web series State Of Seize trên ZEE5.

## Tiểu sử
Bijlani sinh ngày 31 tháng 10 năm 1982 trong một gia đình Sindhi ở Mumbai, Maharashtra, Ấn Độ. Anh học tại trường Bombay Scotland, Mahim và đại học HR College of Commerce and Economics. Anh có một em trai, Niranjan Bijlani và một em gái, Rohini. Năm 19 tuổi, cha anh là Sudarshan Bijlani qua đời.

## Đời tư
Bijlani kết hôn với bạn gái Neha Swami vào ngày 20 tháng 5 năm 2013. Vào ngày 21 tháng 1 năm 2015, họ có một bé trai và đặt tên là Ayaan Bijlani.

## Danh sách phim

### Điện ảnh
| Năm  | Tựa phim          | Vai diễn      | Ghi chú          | Ref.   |
| ---- | ----------------- | ------------- | ---------------- | ------ |
| 2012 | Full Phukre       | Sukkha        | Phim ngắn        |        |
| 2013 | I Guess           | Manav         | Phim ngắn        |        |
| 2013 | Caught in the Web | Karan         | Phim ngắn        |        |
| 2016 | Direct Ishq       | Kabeer Bajpai | Ra mắt Bollywood | [ 14 ] |

### Truyền hình
| Năm        | Tựa phim                           | Vai diễn                      | Ghi chú       | Tham khảo. |
| ---------- | ---------------------------------- | ----------------------------- | ------------- | ---------- |
| 2004       | Kartika                            | Ankush                        |               | [ 15 ]     |
| 2005–2006  | Remix                              | Vikram                        |               | [ 15 ]     |
| 2006–2008  | Left Right Left                    | Cadet Aalekh Sharma           |               | [ 16 ]     |
| 2008–2009  | Mohe Rang De                       | Sanjay                        |               | [ 17 ]     |
| 2008       | Jeevan Saathi                      | Sanjay                        | Khách mời     |            |
| 2008       | Rahe Tera Aashirwaad               | Sanjay                        | Khách mời     |            |
| 2008–2010  | Miley Jab Hum Tum                  | Mayank Sharma                 |               | [ 18 ]     |
| 2008       | Kasautii Zindagii Kay              | Mayank Sharma                 | Khách mời     |            |
| 2008       | Kahaani Ghar Ghar Kii              | Mayank Sharma                 | Khách mời     |            |
| 2008       | Kyunki Saas Bhi Kabhi Bahu Thi     | Mayank Sharma                 | Khách mời     |            |
| 2008       | Kumkum – Ek Pyara Sa Bandhan       | Mayank Sharma                 | Khách mời     |            |
| 2008       | Karam Apnaa Apnaa                  | Mayank Sharma                 | Khách mời     |            |
| 2009       | Dill Mill Gayye                    | Mayank Sharma                 | Khách mời     |            |
| 2010       | Rang Badalti Odhani                | Mayank Sharma                 | Khách mời     |            |
| 2010       | Geet – Hui Sabse Parayi            | Mayank Sharma                 | Khách mời     |            |
| 2010       | Pyaar Kii Ye Ek Kahaani            | Mayank Sharma                 | Khách mời     |            |
| 2011       | Pardes Mein Mila Koi Apna          | Chandrakant Bhosle            |               | [ 15 ]     |
| 2012       | Road Diaries                       | Host                          |               | [ 19 ]     |
| 2012       | Teri Meri Love Stories             | Raghu                         |               | [ 20 ]     |
| 2013       | Chintu Ban Gaya Gentleman          | Himself                       | Khách mời     | [ 15 ]     |
| 2013       | Kaali – Ek Punar Avatar            | Dev                           |               | [ 21 ]     |
| 2013       | Yeh Hai Aashiqui                   | Varun                         |               | [ 22 ]     |
| 2013       | Jo Biwi Se Kare Pyaar              | Aditya Khanna                 |               |            |
| 2014–2015  | Box Cricket League 1               | Contestant                    |               | [ 23 ]     |
| 2015       | Killerr Karaoke Atka Toh Latkah    | Contestant                    |               | [ 24 ]     |
| 2015       | Meri Aashiqui Tum Se Hi            | Shikhar Mehra                 |               | [ 25 ]     |
| 2015       | Comedy Nights with Kapil           | Himself                       | Khách mời     | [ 26 ]     |
| 2015–2016  | Naagin                             | Ritik Singh / Sangram Singh   |               | [ 27 ]     |
| 2016       | Box Cricket League 2               | Contestant                    |               | [ 28 ]     |
| 2016       | Fear Factor: Khatron Ke Khiladi 7  | Himself                       | Khách mời     | [ 29 ]     |
| 2016       | Comedy Nights Bachao               | Himself                       | Khách mời     | [ 30 ]     |
| 2016       | Jhalak Dikhhla Jaa 9               | Contestant                    | Vị trí thứ 13 | [ 31 ]     |
| 2016       | Kavach... Kaali Shaktiyon Se       | Arhaan Raisingh               |               | [ 32 ]     |
| 2016; 2017 | Naagin 2                           | Ritik Singh                   | Khách mời     | [ 33 ]     |
| 2016–2017  | Pardes Mein Hai Mera Dil           | Raghav Mehra                  |               | [ 34 ]     |
| 2016       | Saath Nibhaana Saathiya            | Raghav Mehra                  | Khách mời     |            |
| 2016       | Ishqbaaz                           | Raghav Mehra                  | Khách mời     |            |
| 2016       | Yeh Hai Mohabbatein                | Raghav Mehra                  | Khách mời     |            |
| 2017       | Yeh Rishta Kya Kehlata Hai         | Raghav Mehra                  | Khách mời     |            |
| 2017–2019  | Ishq Mein Marjawan                 | Deep Raj Singh/Raj Deep Singh |               | [ 35 ]     |
| 2017       | Bigg Boss 11                       | Deep Raj Singh                | Khách mời     |            |
| 2017; 2018 | Tu Aashiqui                        | Deep Raj Singh                | Khách mời     |            |
| 2018       | Dance Deewane                      | Host                          |               | [ 36 ]     |
| 2019       | Naagin 3                           | Ritik Singh                   | Khách mời     | [ 37 ]     |
| 2019       | Kitchen Champion 5                 | Host                          |               |            |
| 2019       | Dance Deewane 2                    | Host                          |               | [ 38 ]     |
| 2019       | Udaan Sapnon Ki                    | Deep Raj Singh                | Khách mời     |            |
| 2019       | Rising Star 3                      | Himself                       | Khách mời     |            |
| 2019       | Khatra Khatra Khatra               | Himself                       | Khách mời     |            |
| 2019       | Bigg Boss 13                       | Himself                       | Khách mời     |            |
| 2021       | Fear Factor: Khatron Ke Khiladi 11 | Contestant                    | Chiến thắng   | [ 39 ]     |
| 2021       | Bigg Boss OTT                      | Himself                       | Khách mời     |            |
| 2021       | Dance Deewane 3                    | Himself                       | Khách mời     |            |
| 2021       | Bigg Boss 15                       | Himself                       | Khách mời     |            |
| 2022       | India's Got Talent 9               | Host                          |               |            |

### Chương trình chiếu mạng
| Năm  | Tựa phim              | Vai diễn                  | Tham khảo. |
| ---- | --------------------- | ------------------------- | ---------- |
| 2020 | State of Siege: 26/11 | Major Nikhil Manikrishnan | [ 40 ]     |

### Video âm nhạc
| Năm  | Tựa đề                   | Ca sĩ                         | Hãng đĩa             | Tham khảo. |
| ---- | ------------------------ | ----------------------------- | -------------------- | ---------- |
| 2020 | Kehndi Haan Kehndi Naa   | Sukriti Kakar, Prakriti Kakar | VYRL Originals       | [ 41 ]     |
| 2020 | Ishq Tanha               | Siddharth Bhavsar             | Inde Music Label     | [ 42 ]     |
| 2021 | Mohabbat Phir Ho Jaayegi | Yasser Desai                  | Majestic Horse Music | [ 43 ]     |
| 2021 | Tum Bewafa Ho            | Payal Dev, Stebin Ben         | DRJ Records          | [ 44 ]     |
| 2021 | Mithi Jahi               | Mannat Noor                   | MN Melody            | [ 45 ]     |
| 2021 | Saawariya                | Aastha Gill, Kumar Sanu       | Sony Music India     | [ 46 ]     |
| 2022 | Dil Pe Zakhm             | Jubin Nautiyal                | T-Series             | [ 47 ]     |

## Giải thưởng
| Năm  | Giải thưởng | Hạng mục                                                  | Tác phẩm                          | Tham khảo. |
| ---- | ----------- | --------------------------------------------------------- | --------------------------------- | ---------- |
| 2016 | Gold Awards | Nam diễn viên chính xuất sắc nhất                         | Naagin                            |            |
| 2018 | Gold Awards | Nam diễn viên chính xuất sắc nhất trong một vai phản diện | Ishq Mein Marjawan                |            |
| 2019 | Gold Awards | Người dẫn chương trình tốt nhất                           | Dance Deewane và Kitchen Champion |            |
| 2019 | Gold Awards | Diễn viên có mái tóc đẹp (Nam)                            | —                                 |            |